# ヨハンセン輝石
ヨハンセン輝石（ヨハンセンきせき、johannsenite、ヨハンセナイト）は、鉱物の一種（ケイ酸塩鉱物）。

## 特徴・性質
カルシウムとマンガンを含む単斜輝石の一種で、化学組成は CaMnSi2O6 であり、透輝石の Mg が Mn に置換したものに相当する。同質異像にバスタム石がある。
美しい青色を呈することも多く、石材として用いられたこともあるが、他のマンガン鉱物同様に空気中では徐々に酸化して退色してしまう。
シカゴ大学の教授で地質学者のアルバート・ヨハンセンにちなんで名付けられた。

## 産出
スカルン鉱床や熱水鉱床に産する。菱マンガン鉱やバスタム石、バラ輝石、イネス石など他のマンガン鉱物を伴っていたり、閃亜鉛鉱、方鉛鉱、黄鉄鉱などの金属鉱物を伴っていることが多い。
日本国内では新潟県新発田市の赤谷鉱山、埼玉県秩父市の秩父鉱山、静岡県下田市の河津鉱山、岡山県真庭市の大名草鉱山などに産出した。